# Поліна (ім'я)
Полі́на — жіноче ім'я. Може мати різне походження: за одною версією, походить від грецького імені Аполлінарія, яке є похідною імені давньогрецького бога Аполлона, та означає «сонячна». Інша версія походження імені — від фр. Pauline («Полін», «Поліна») — французького варіанту імені Павлина.
- Розмовні форми: Поліна, Поля, Полінка, Польчик, Полюнька, Поліночка, Полі́нчиківна, Поллі, Полюся, Ліна, Ліночка.

## Іменини

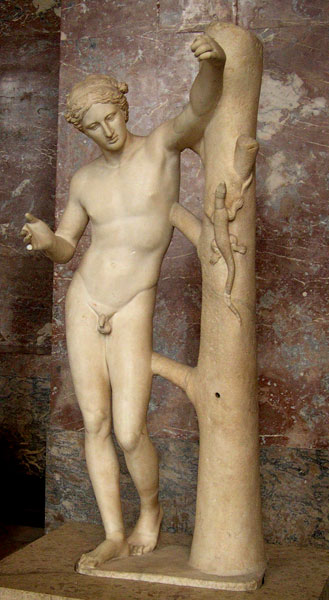
Бог Аполлон

Святих під іменем Поліна немає у Православній церкві. Зазвичай хрестять Полін під іменами Пелагея (День Ангела — 23 березня, 17 травня, 9 червня, 11 липня, 8 жовтня, 20 жовтня, 21 жовтня), Павла (23 лютого) та Аполлінарія (5 січня, 22 березня, 30 вересня)

## Відомі особистості на ім'я Поліна
- Поліна Астахова — українська гімнастка, багаторазова олімпійська чемпіонка.
- Поліна Осипенко — радянська льотчиця; одна з перших жінок, удостоєна звання Героя Радянського Союзу.
- Поліна Кульженко — українська музейниця, мистецтвознавка.
- Поліна Самійленко — акторка героїчного плану родом з Василькова на Київщині. Перша дружина Амвросія Бучми.
- Поліна Віардо-Гарсіа — французька співачка, педагогиня та композиторка.
- Поліна Павлюченко — українська співачка (альт), музична педагогиня. Народна артистка України (1994).
- Поліна Куманченко — українська актриса.
- Поліна Табачникова-Нятко — українська радянська актриса, режисерка і театральна педагогиня, сестра Віри Данилевич.
- Поліна Страшнова — українська прозаїкиня, вчителька, членкиня Спілки письменників УРСР (з 1959 року).

## Цікавий факт
У Росії в XIX ст. існувала дивна традиція вважати французьке ім'я Pauline (Поліна) аналогом російського «Прасковья» (Параскева). Таку взаємозаміну згадує О. С. Пушкін в «Євгенії Онєгіні» («звала Полиною Прасковью») і Ф. М. Достоевский в «Гравці» («Здравствуй, Прасковья. Ты здесь что делаешь?» — «Здравствуйте, бабушка, — сказала Полина, приближаясь к ней, — давно ли в дороге?»). Інший приклад: Поліна Гебль, дружина декабриста І. О. Анненкова, по прийнятті православ'я була наречена ім'ям «Прасковья» (в українському перекладі — «Параска») — має бути, згідно з цією традицією. Але ці імена не є російською та французькою формами того ж імені. «Поліна» — як було зазначено вище, є французьким варіантом імені «Павлина» (щоправда, у сучасних православних святцях не засвідченого), а «Параскева» має у французькій форму Parascève («Парасе́в, Парасе́ва»). Хоча це ім'я вважається канонічним і в католицькій традиції (день пам'яті мучениці Параскеви Римської — 20 березня), воно там було не так поширеним, як ім'я Прасковья в Росії.